# Kölcsey István
Kölcsey István (Szatmárcseke, 1893. október 13. – 1974. február 10.) magyar földbirtokos, jogász, országgyűlési képviselő, országgyűlési alelnök.

## Élete
1893-ban született Szatmárcsekén, református vallásban; a családi hagyomány szerint ősi, a honfoglalás óta a Kárpát-medencében élő nemzetségből származott, közeli rokonságot tartott Kölcsey Ferenccel is (utóbbi a dédnagybátyja volt). A máramarosszigeti jogakadémián szerzett jogi végzettséget, majd 1915-ben bevonult a pécsi honvéd huszárezredhez, ahol több kitüntetést is szerzett, ám súlyosan meg is sebesült, így a háború végén rokkantként szerelt le, főhadnagyi rendfokozatban; ezt követően visszavonult a közélettől, hogy birtokain gazdálkodjék.
A két világháború közti időszak nagy részében tevékenyen részt vett Szatmár vármegye közéletében: tagja volt a megyei törvényhatósági bizottságnak és több más alacsonyabb rangú szerveződésnek is. Az országos közéletbe is bekapcsolódott, mint a Nemzeti Egység Pártja alapítóinak egyike és lakókörnyezetében a párt helyi elnöke.
Az országgyűlésnek az 1935–1939 közti ciklusban volt először képviselője, a fehérgyarmati választókerület mandátumával; abban az időszakban főként gazdasági kérdésekben exponálta magát, illetve nagy figyelmet keltett a telepítési törvényjavaslat kapcsán elmondott beszéde. A párton belül a gazdacsoport alapítója volt. Amikor a Nemzeti Egység Pártja átalakult és a Magyar Élet Pártja nevet vette fel, az új politikai formáció egyik országos alelnökévé választották, illetve korábbi mandátumát is megerősítette a megújult párt színeiben, az 1939-es általános választáson.
Tagja volt a johannita lovagrendnek és jó néhány társadalmi szerveződésnek. Egyháza életében is vállalt bizonyos vezető szerepeket: egyházmegyei tanácsbírónak választották meg, és ő volt a szatmárcsekei egyházközség főgondnoka is. Kezdeményezésére állították fel a község temetőjében Kölcsey Ferenc költői nagyságához méltó síremlékét, halálának századik évfordulóján.	